# Хрипань (деревня)
Хрипа́нь — деревня в Раменском городском округе Московской области.
Население — 1010 чел. (2010).

## География
Деревня Хрипань расположена в северной части Раменского городского округа, примерно в 4 км к северо-западу от города Раменское. Высота над уровнем моря 128 м. Рядом с деревней протекает река Хрипань. В деревне 32 улицы и один проезд. Ближайший населённый пункт — дачный посёлок Кратово.

## Название
В конце XVIII века упоминается как деревня Хрипова, Хрипань, в 1852 году — Шемякино (Хриполь), в 1862 году — Хрипань (Шемякино), в 1890 и 1912 гг. — Хрипань, в 1926 году — Хрипаново, позднее закрепилось название Хрипань.
Названия Шемякино и Хрипань связаны с некалендарными личными именами Шемяка и Хрип.

## История
В 1926 году деревня являлась центром Хрипаньковского сельсовета Быковской волости Бронницкого уезда Московской губернии.
С 1929 года — населённый пункт в составе Раменского района Московского округа Московской области.
До муниципальной реформы 2006 года Хрипань входила в состав Вялковского сельского округа Раменского района.
Позднее входила в состав городского поселения Кратово.

## Население
В 1926 году в деревне проживало 477 человек (266 мужчин, 271 женщина), насчитывалось 99 хозяйств, из которых 95 было крестьянских. По переписи 2002 года — 450 человек (209 мужчины, 241 женщины).
| 1926 | 2002 | 2010  |
| ---- | ---- | ----- |
| 477  | ↘450 | ↗1010 |